# مارتین ایدن (فیلم ۱۹۱۴)
مارتین ایدن (انگلیسی: Martin Eden) یک فیلم در ژانر صامت به کارگردانی هوبرت باسورث است. از بازیگران آن می‌توان به لاورنس پیتون، وایولا بری، المر کلیفتون، هوبرت باسورث، و میرتل استدمان اشاره کرد.